# Вассерман, Гарри Гершел
Гарри Вассерман (англ. Harry Herschal Wasserman; 1 декабря 1920 — 29 декабря 2013) — американский химик-органик.
Известен своими работами в области синтеза и определения структуры сложных природных продуктов, таких как антибиотики.

## Биография
Вассерман вырос недалеко от Бостона, штат Массачусетс, в бедной семье, которая зачастую с трудом оплачивала аренду. Благодаря высоким оценкам в школе, он получил кэмбриджскую стипендию в Массачусетском технологическом институте. Он поступил туда в 1937 году в возрасте 16 лет и через четыре года получил степень бакалавра по химии. После этого Вассерман поступил в аспирантуру Гарвардского университета, где его наставником стал химик-органик Роберт Бернс Вудворд, будущий нобелевский лауреат. В 1943 году Вассерман прервал образование для службы в 503-м полку американских военно-воздушных сил в Африке и на Ближнем Востоке. Он дослужился до чина капитана и обучал солдат по всему региону обнаруживать химические газовые атаки и защищать себя соответствующим образом.
После войны Вассерман вернулся в лабораторию Вудворда, а в 1948 году после завершения исследований, связанных с его докторской диссертацией, поступил на факультет Йельского университета (он получил степень в 1949 году). В последующие годы он и его исследовательская группа в Йельском университете разработали инновационные методы в синтезе антибиотиков и других природных соединений.

## Научные достижения
Синтез и определение структуры продигиозина
Одним из основных направлений исследований Вассермана был поиск и синтез природных соединений с перспективной биологической активностью и сложной, на первый взгляд, структурой. Наиболее интересным с точки зрения структуры ему представлялось природное соединение под названием продигиозин — красный пигмент, выделенный из бактерии Serratia marcescens. Эти исследования и дальнейшие работы по структуре привели в последующие десятилетия к синтезу ряда соединений из семейства продигиозина, в том числе ундецилпродигиозина, метациклопродигиозина и циклопродигиозина. По мере того как спектроскопические технологии улучшались, Вассерман включал в свои исследований новые методы. С введением более продвинутого метода ЯМР на ядрах 13С, Вассерман использовал его для определения атомов углерода в продигиозине.
Синтез малых циклов
В области синтеза малых циклов ключевым открытием Вассермана стало обнаружение реакции одностадийного, теоретически предсказанного циклоприсоединения алкоксиацетиленов к кетенам. В результате гидролиза получающейся эфирной связи енола стал возможным синтез циклобутана серии 1,3-дион, который прежде был недоступен.
Другой подход к синтезу циклобутанового ряда основывался на замещенных циклопропанонах. Вассерман обнаружил, что полуацетали, полученные из циклопропанона, могут служить электрофильными реагентами для нуклеофильного присоединения реактива Гриньяра. Образующиеся при этом интермедиаты могут подвергаться различным превращениям, обеспечивая подход к синтезу циклобутанонов.
Еще одним применением замещенных циклопропанонов было их превращение в азетидины. Этот метод, в котором искомый продукт получается при добавлении азида к циклопропаноловым интермедиатам, в свою очередь, открывает путь к получению ß-лактамов.
Вассерман в течение многих лет занимался синтезом более сложной серии нокардицина — семейства моноциклических ß-лактамных соединений, которые, как было показано, проявляют активность широкого спектра действия в отношении грамотрицательных бактерий. Применяя изобретенную им эффективную методологию с использованием циклопропанона, Вассерман сумел провести синтез 3-аминокардициновой кислоты в гораздо меньшее число стадий и с лучшими выходами, чем в любом другом описанном ранее подходе.
Химия 1,2,3-трикарбонильных соединений
Первым вкладом ученого в эту область стало сделанное в середине 1980-х годов открытие того, что трикарбонильные эфиры могут быть получены с помощью реакции диметилформамида с ß-кетоэфирами, с последующим окислительным расщеплением двойной связи углерод-азот синглетным кислородом. Более поздние дополнения к этой методологии были связаны с получением вицинальных трикарбонильных фрагментов из простых карбоновых кислот. Полезным оказалось объединение исходных карбоновых кислот с илидами, приводящее к равновесной смеси целевого трикарбонила и его гидрата, которая может затем претерпевать различные превращения в реакции с нуклеофилами, что обеспечивает ряд новых ценных методологий.
Вассерман сумел получить довольно сложные гетероциклические структуры, в том числе особо сложные алкалоиды. На ранних этапах этой программы, Вассерман, в соответствии с его приверженностью к ß-лактамным соединениям, применил новая методику трикарбонильного циклоприсоединения к синтезу ß-лактамных антибиотиков, используемых в частичном синтезе антибиотика (±)-PS-5.
Синтез алкалоидных структур
Вассерман был одним из первых сторонников разработки молекулярных структур, напоминающих застежку в виде молнии, в котором циклические амиды со средним размером цикла можно перестроить с образованием макроциклов. Используя эти методы, его команда построила коллекцию структур алкалоидного типа. В 1980 году ученый положил эту идею в основу синтеза спермидинового алкалоида под названием целациннин, представляющего собой 13-членный макролактам. Макроцикл был собран с помощью серии из двух последовательных реакций алкилирования и переамидирования, целью которых является последовательное расширение 6-членного кольца до 9-членного, а затем до требуемого 13-членного макроцикла. Используя аналогичный подход, Вассерман в короткие сроки синтезировал другие полиамины, в том числе (±)- дигидроперифиллин (всего за шесть стадий), лунарин и чаенорхин, а также много других видов алкалоидов.
Окисление синглетным кислородом
Одно из самых продолжительных исследований Вассермана было посвящено превращениям различных гетероциклов под действием синглетного кислорода. Примечательным примером этого подхода является его реализация для оксазолов. Ученый обнаружил, что оксазолы претерпевают фотоокисление в мягких условиях с образованием триамидов, превращение происходит через изоимидные интермедиаты.
Эти триамиды по существу являются активированными карбоновыми кислотами, что открыло путь к их использованию в качестве ацилирующих реагентов с множеством применений. С помощью химии синглетного кислорода, Вассерман сумел использовать диарилоксазолы в качестве промежуточных остовов для сборки целого ряда мишеней, включая комплексы макролидов, такие как рецифейолид и антимицин A3. Он был заинтересован не только в синтезах, но также посвятил много времени изучению механизмов этих процессов.

## Педагогическая деятельность
Изначально в Йельском университете Вассерман занимал должность преподавателя химии, но к 1962 году он стал профессором. Он преподавал органическую химию на протяжении более четырех десятилетий. Среди его преподавательских наград числится одна из самых престижных наград Йельского университета — медаль Девэна за выдающиеся достижений в области преподавания и приз Йельского университета за выдающееся преподавание.

## Редакторская деятельность
В 1959 году лондонское издательство Pergamon Press объявило о выходе журнала в области органической химии под названием Tetrahedron Letters. Ее почетными учредительными редакторами стали сэр Роберт Робинсон и Р.Вудворд, а Вассерман стал редактором журнала в Америке. Он прослужил на этом посту в течение 38 лет (1960—1998), и за это время, согласно оценкам, через его кабинет в химической лаборатории Йельского университета прошло около 10000 статей, которые были тщательно изучены, оценены и, если были найдены достойными, отправлены в печать.

## Почести и награды
Гарри Вассерман являлся почетным членом Американской академии искусств и наук (с 1968 г), Национальной академии наук (1987 г), а также членом совета фонда Камиллы и Генри Дрейфусов и Гуггенхаймского сообщества (1959). Среди его наград числятся: награда Ассоциации химических производителей катализаторов (1985); премия Aldrich в области синтетической органической химии от Американского химического общества (1987); премия Scolar им. Артура Коупа от Американского химического общества (1990); и награда Merit Национального института здравоохранения (1994).

## Память
В честь его преподавательских успехов Йельский университет учредил премию Вассермана за выдающиеся достижения в преподавании химии.

## Семья
Вернувшись в лабораторию Вудворда после войны, Вассерман встретил Эльгу Стейнхерз, которая к тому времени стала членом его исследовательской группы. Они поженились в 1947 году. У них появились два сына, Даниэль и Стивен, и дочь, Диана.

## Увлечения
Гарри Вассерман, помимо работы в области органической химии, проявлял интерес к искусству. В колледже он размышлял о карьере художника. Его картина архитектуры кампуса украшала обложку каталога летних курсов Йельского университета в течение 15 лет. Кроме того, Вассерман, будучи кларнетистом-самоучкой, регулярно играл в нескольких джазовых группах, в том числе в составе квартета йельских химиков под названием "Мрачные Истребители ".